# ماه من (مجموعه تلویزیونی)
ماه من یا نورِ روحِ من (هندی: Channa Mereya؛ انگلیسی: The light of my soul) یک مجموعه تلویزیونی درام-عاشقانه هندی است که در ۵ ژوئیۀ ۲۰۲۲ در استار بهارات پخش شد. این مجموعه در ۱۲ نوامبر ۲۰۲۲ پخش شد. این سریال توسط شبکۀ ام‌بی‌سی پرشیا دوبله و در ۵۵ قسمت پخش شده است.

## داستان
داستان حول محور عشق به آشپزی و بر اساس فرهنگ پنجاب است. جینی گاروال دختری ۲۴ ساله است که سرشار از زندگی است. او در  هرج و مرج زندگی می‌کند و به‌دنبال راهی برای حل مشکلات خانوادگی و غیابت عشقش است. جینی و خانواده‌اش یک رستوران را در امریتسار اداره می‌کنند. از طرفی دیگر، آدیتیا سینگ مردی ۲۷ ساله است که آرزو دارد یکی از بالاترین هتل‌داران جهان باشد. او در جستجوی اهمیت و معنا در زندگی است و جواب‌هایش را در دختری می‌یابد که از آن نفرت دارد. اما پس از آن تصمیم می‌گیرد که عاشق او شود. او با جینی ازدواج می‌کند.

## بازیگران

### اصلی
- نیاتی فتنانی در نقش جینی آدیتیا راج سینگ: دختر خوشوانت و گلراج؛ خواهر گلدی، دیمپی و شامپی؛ همسر آدیتیا.
- کاران واهی در نقش آدیتیا راج سینگ: پسر امبر و گورکیرات. پسر ناتنی سوپریت؛ برادر ناتنی آکاش؛ نوه راژوانت؛ پسرعموی گورلین و مارلین؛ برادرزادۀ آناند و شیلاجا؛ شوهر جینی.